# Incident del Sismik
L'incident del Sismik entre Grècia i Turquia es produí al febrer-març 1987, quan el vaixell de sondeig sísmic turc RV MTA Sismik 1 es disposava a entrar en aigües gregues. El conflicte es va disparar quan el govern grec va anunciar que voldria nacionalitzar la North Aegean Petroleum Company per començar operacions de perforació a la recerca de petroli en la part més contestada de la plataforma continental egea.
El conflicte es va acabar quan el primer ministre turc Turgut Ozal, sota pressió dels Estats Units i altre nacions membres de l'Otan, va ordenar que el vaixell de sondeig sísmic eviti les aigües disputades per ambdós països.